# Khalwatiyya
La confraria khalwatiyya (àrab: الطريقة الخلوتية, aṭ-ṭarīqa al-ẖalwatiyya, de l'àrab خلوة, ẖalwa, ‘retir espiritual’; turc: Halvetiyye) és una confraria o tariqa avui dia estesa per diversos països del món islàmic. Seria una branca de l'al-Abhariyya al-Zahidiyya fundada pel gilanita de Lahidj, Umar al-Khalwati (mort a Tabriz el 1397), però també podria derivar del xeic Umar Muhàmmad ibn Nur al-Balisi al-Khalwati. Al segle xx estava estesa per Iugoslàvia, Albània (abolida teòricament el 1967), Turquia, Egipte, Síria, Tunísia i, potser, Indonèsia.